# Station Bridge of Orchy
Station Bridge of Orchy (Engels: Bridge of Orchy railway station) is het spoorwegstation bij de Schotse plaats Bridge of Orchy. Het station is eigendom van Network Rail en wordt beheerd door First ScotRail.
Het station ligt aan de West Highland Line en kwam in dienst op 7 augustus 1894. Het stationsgebouw doet anno 2011 dienst als onderkomen voor hen die de West Highland Way bewandelen.

## Galerij

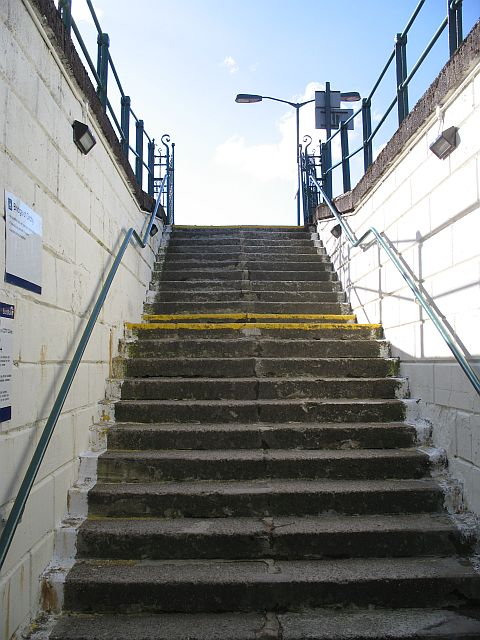
Toegang tot de sporen
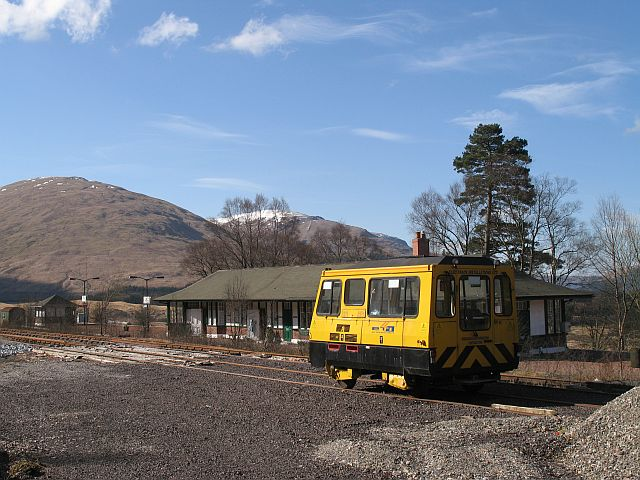
Zicht op de omgeving
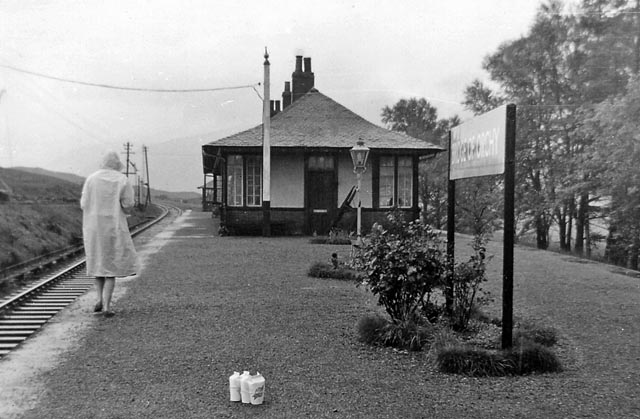
Het station in 1961
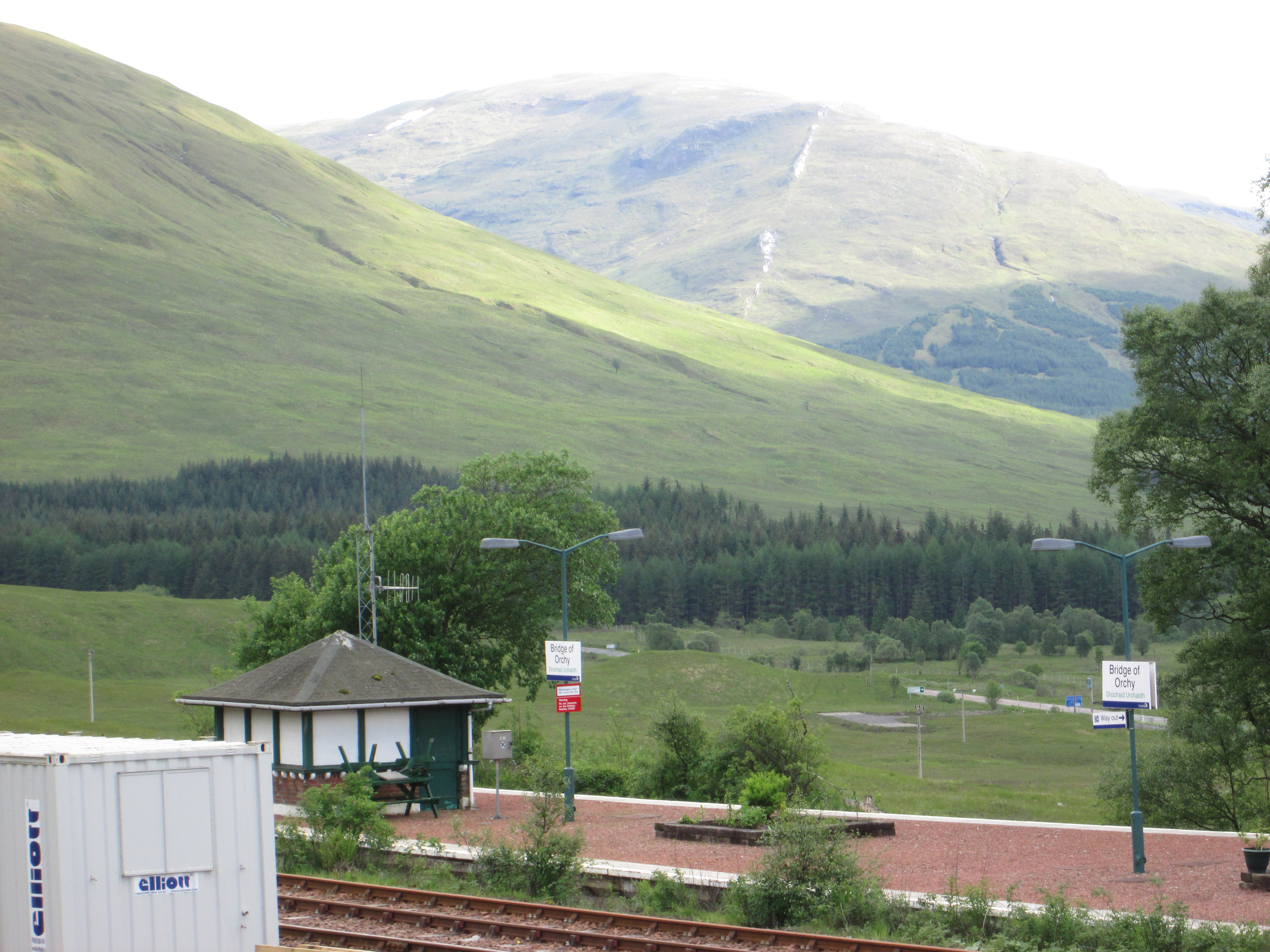
Landschap bij het station